# Phyllocnema latipes
Phyllocnema latipes is een keversoort uit de familie van de boktorren (Cerambycidae). De wetenschappelijke naam van de soort werd voor het eerst geldig gepubliceerd in 1778 door De Geer.